# Finale del campionato NFL 1941
La finale del campionato NFL 1941 è stata la 9ª del campionato della NFL. La gara si disputò al Wrigley Field di Chicago tra i New York Giants (8-3), vincitori della Eastern Division, e i Chicago Bears (10-1), campioni della Western Division, che avevano battuto la settimana precedente i Green Bay Packers in uno spareggio.
La gara si tenne due settimane dopo l'attacco giapponese a Pearl Harbor. Le presenze allo stadio furono 13.341, il minimo storico per una finale di campionato. Due giocatori che presero parte alla gara, Young Bussey e Jack Lummus, sarebbe rimasti uccisi nella seconda guerra mondiale.

## Marcature
- Primo quarto[1]
  - CH – FG di Snyder da 14 yard 3–0 CHI
  - NY – Franck, su passaggio da 31 yard di Leemans (extra point fallito) 6–3 NYG
- Secondo quarto[1]
  - CH – FG di Snyder da 39 yard 6–6 pari
  - CH – FG di Snyder da 37 yard 9–6 CHI
- Terzo quarto[1]
  - NY – FG di Cuff da 16 yard 9–9 pari
  - CH – Standlee,su corsa da 2 yard (extra point trasformato da Snyder) 16–9 CHI
  - CH – Standlee, su corsa da 7 yard (extra point trasformato da Maniaci) 23–9 CHI
- Quarto periodo
  - CH – McAfee, su corsa da 5 yard (extra point trasformato da Artoe) 30–9 CHI
  - CH – Kavanaugh, su ritorno di fumble da 42 yard (drop kick di McLean) 37–9 CHI